# Casa Bernheimer

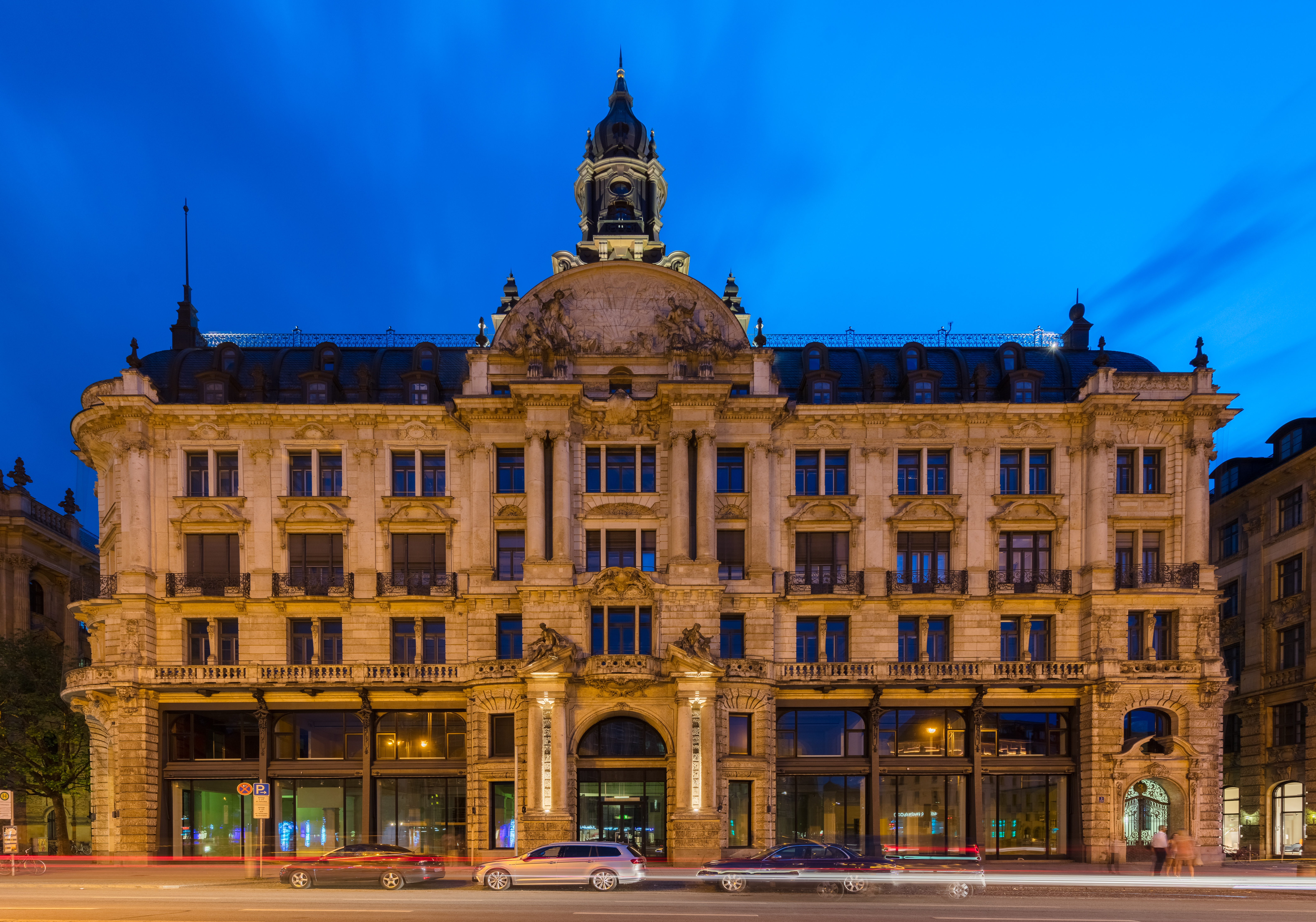
Vista nocturna.

La casa Bernheimer (en alemán Bernheimer Haus), también conocida como Palacio de Bernheimer, es un edificio residencial y comercial ubicado en Lenbachplatz en Múnich. El edificio fue construido en 1888-1889 por el arquitecto Friedrich von Thiersch en estilo neobarroco, lo que lo convirtió en uno de los primeros de su tipo y más tarde en el más influyente entre los edificios de este tipo en Múnich. El edificio está protegido como patrimonio cultural.

## Historia reciente

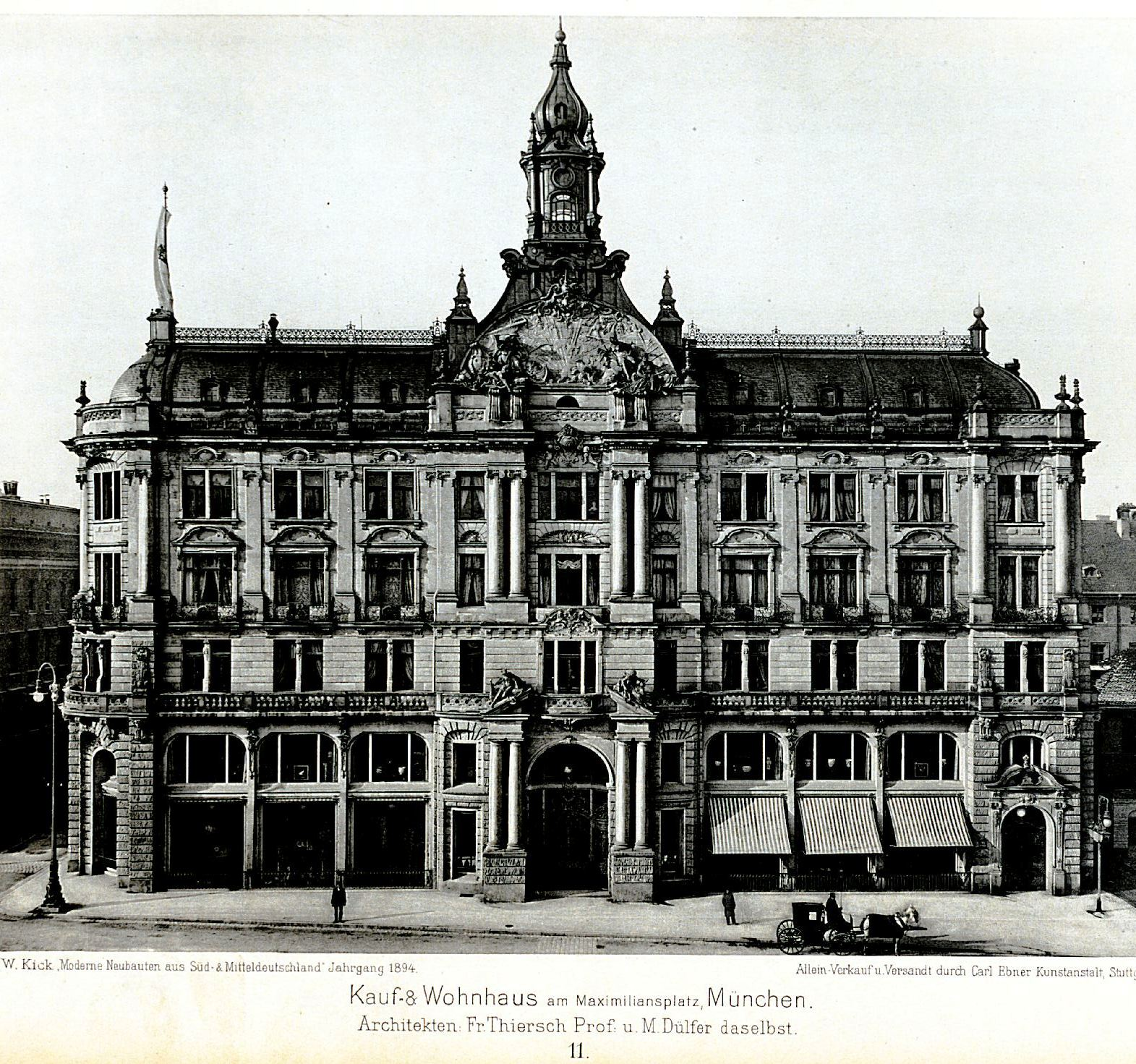
Bernheimer-Haus, antes de 1895

Durante la Segunda Guerra Mundial, el edificio sufrió daños, incluido el techo donde se estaba derrumbando la aguja. Después de la guerra, Otto Bernheimer, quien regresó de Venezuela en 1946, recibió nuevamente la casa Bernheimer como reparación de guerra. Restauró el techo, construyéndolo de forma simplificada. En la planta baja se construyó un cine, que luego se convirtió en el salón de baile local. En 1948, Otto Bernheimer se inició en el negocio del arte. En 1977, Konrad Bernheimer, nieto de Otto Bernheimer, asumió el cargo. La compañía se especializó en pinturas de maestros antiguos de los siglos XVI al XIX. Más tarde pasó a llamarse Bernheimer Fine Old Masters.
En 1987, Konrad Berheimer vendió el edificio para pagar a sus coherederos y poder financiar su galería. El edificio fue comprado por el corredor de bienes raíces Jürgen Schneider, quien encargó al arquitecto Alexander von Branca que modernizara y rediseñara el interior, además de comenzar la restauración extremadamente compleja del exterior históricamente protegido. En 1993, cuando el imperio inmobiliario de Schneider colapsó debido a un fraude masivo, Deutsche Bank se convirtió en el principal acreedor de la casa Bernheimer y permitió que se completaran las renovaciones. El costo de la reconstrucción se estima en más de 100 millones de marcos alemanes, incluidos 32 millones de marcos alemanes de deudas impagas por la quiebra de Jürgen Schneider por parte de los fabricantes. La reconstrucción del techo y la aguja se han identificado como la causa principal. No fue hasta 1999 que Deutsche Bank pudo revender el edificio a Robert Arnold, heredero y ex socio de Arnold & Richter Cine Technik.